# Medetera borealis
Medetera borealis är en tvåvingeart som beskrevs av Thuneberg 1955. Medetera borealis ingår i släktet Medetera och familjen styltflugor. Arten är reproducerande i Sverige. Inga underarter finns listade i Catalogue of Life.